# Hospital da Liga Operária
O Hospital da Liga Operária é um dos quatro hospitais da cidade brasileira de Cachoeira do Sul, no estado do Rio Grande do Sul. O idealizador e fundador foi o político e militante pró-operariado José Nicolau Barbosa.
É o segundo mais importante, perdendo apenas para o Hospital de Caridade e Beneficência de Cachoeira do Sul (HCB). Possui atendimento do SUS e também é nele que se localiza a Secretaria de Saúde e Meio Ambiente da cidade.